# 帯広市民文化ホール
帯広市民文化ホール（おびひろしみんぶんかホール）は、北海道帯広市にあるコンサートホールを有する文化施設。「優良ホール100選」選定。

## 概要
根室本線の連続立体交差事業に併せて、帯広駅周辺の「都市の顔づくり事業」の一環として整備した。なお、帯広市西5条南8丁目にあった帯広市民会館は1988年（昭和63年）に閉館している。
長崎屋子会社のディベロッパーであったサンランド（1994年解散）が施設を建設し、帯広市が20年契約で賃借して使用する民活導入事業であったが、開館後程無くしてサンランドが地元企業のサンランド開発へ建物を売却し、土地所有者（サンランド）と建物所有者（サンランド開発）が分かれる形となった。その後、建物所有者と帯広市との裏念書が発覚したこと、土地所有者（サンランド解散後は親会社の長﨑屋が継承）と建物所有者との所有権争いによる一連の裁判を経て、2003年（平成15年）に帯広市が市民文化ホール（土地建物）を8億円で買収した。

## 施設
大ホール
- 固定席 1,546席（親子席72席）、母子室2室、車椅子スペース12席分
- 舞台（間口19 m、高さ9 m、迫り、オーケストラピット他）

小ホール
- 固定席 560席（親子席28席）、車椅子スペース12席分
- 舞台（間口13 m、高さ6 m）

楽屋
- 広さ（第1楽屋 洋室 118 m²、第2楽屋 和室 57 m²、第3楽屋 洋室 68 m²、第4楽屋 洋室 75 m²、第5楽屋 洋室 23 m²）

練習室
- 広さ（第1練習室 39 m²、第2練習室 57 m²、第3練習室 61 m²、第4練習室 64 m²、第5練習室 62 m²）

リハーサル室
- 広さ148 m²

会議室
- 広さ（第1会議室 57 m²、第2会議室 61 m²）

特別会議室
- 広さ148 m²

喫茶
- ウィーン